# Black Maiden

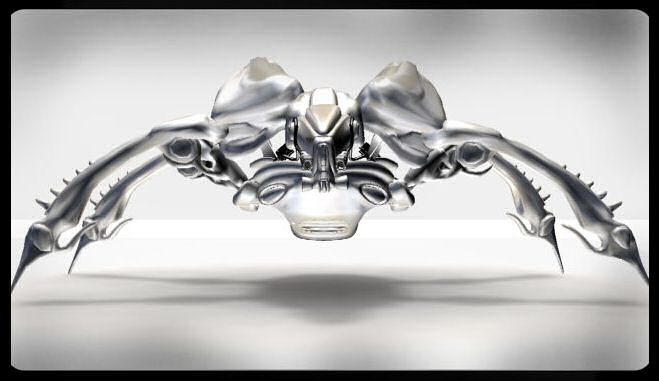
PC-Demo: Interceptor by Black Maiden

Black Maiden (BM) ist eine Demoszene-Künstlergruppe.
Im Jahr 1985 ursprünglich als Cracker-Gruppe auf dem Amstrad CPC in Luxemburg gegründet, verschob sich der Aktionsbereich von Black Maiden 1994 auf den PC und die dort angesiedelte digitale Kunstszene (szenesprachlich „Artszene“), die sich zu diesem Zeitpunkt hauptsächlich mit ASCII- und ANSI-Art beschäftigte. Black Maiden begann mit der Veröffentlichung von Artpacks, den sogenannten BM-Books, durch die die Gruppe in der internationalen ASCII- und ANSI-Artszene bekannt wurde. Das bisher letzte BM-Book – Nummer 22 – erschien im März 2001. Mit zunehmender Popularität des Internets und dem damit einhergehenden Niedergang der BBS-Szene wechselte die Gruppe, mittlerweile hauptsächlich aus deutschen Mitgliedern bestehend, abermals ihren Fokus und ist seitdem in der Demoszene aktiv.
Seit 1997 richten Mitglieder der Gruppe die Demoparty Evoke aus und arbeiten in dem Verein Digitale Kultur e. V.